# علوان الياسري

أعضاء مجلس الأعيان العراقي لسنة 1933.
الجالسون من اليمين:
عزرا مناحيم دانيال، عبد الله الصافي، فخري آل جميل، قاسم أغا، ياسين الخضيري، أحمد عثمان، مولود مخلص، طه الراوي.
الواقفون من اليمين:
الحاج محمد الأستربادي، علوان الياسري، الحاج حسن الشبوط، سيد محمد الصدر، محمد علي بحر العلوم، نوري الياسري، عداي الجريان.

السيد علوان بن عباس بن نعمة بن إدريس بن ياسر أو السيد علوان الياسري، ولد سنة 1869 في منطقة أم رغلة في ريف المشخاب قرب مدينة النجف، وتوفي في 12 نيسان 1951، هو من المشاركين في ثورة العشرين ضد الاحتلال البريطاني للعراق، كما شارك مع محمد سعيد الحبوبي سنة 1915 في مقاومتهم في الشعيبة من توابع البصرة.
اختاره الملك فيصل الأول عضوا في المجلس التأسيسي سنة 1924، وكان مستشاره في المشورة العشائرية، ثم رشّحه إلى عضوية مجلس الأعيان في بداية سنة 1925.
في 6 آب 1927، اختير وزيرا للأشغال والمواصلات في وزارة جعفر العسكري الثانية ثم عضوا في مجلس النواب عن لواء الديوانية عام 1928، إلا إنه قدم استقالته فيما بعد. أعيد انتخابه في الدورة الانتخابية الثالثة لمجلس النواب عام 1930.
ألقي القبض عليه عام 1937 لإعلانه مع مجموعة من قادة العشائر الثورة في السماوة ضد حكومة حكمت سليمان ورفعت عنه الحصانة وأبعد وسجن في أربيل. أطلق سراحه لاحقا واختير عضوا في مجلس النواب عام 1939، ثم اختير عضوا في مجلس الأعيان في 10 نيسان 1941.
تولى السيد علوان الياسري الجلسة المشتركة لمجلسي النواب والأعيان والتي اختارت الشريف شرف وصيا على عرش العراق بدلا من الأمير عبد الإله. وبسبب تأييده هذا سجنه بعد فشل حركة مايس ولغاية عام 1946. اعتزل بعدها الحياة السياسية لغاية وفاته في 12 نيسان 1951 ودفن في النجف.

## كتب عنه
- كتاب بعنوان: «السيد علوان الياسري.. الزعامة العشائرية والعمل الوطني» من تأليف حميد أحمد التميمي وعكاب يوسف الركابي[5]

## علاقته في قادة ثورة العشرين
كان السيد علوان الياسري من ابرز القائدة الشعبيين في مدينته حيث قام الاحتلال البريطاني بتصنيف أربعة أشخاص هم قادة الثورة وهم السيد علوان الياسري والسيد محسن أبو طبيخ والشيخ شعلان أبو الجون والشيخ عبد الواحد الحاج سكر.[بحاجة لمصدر]

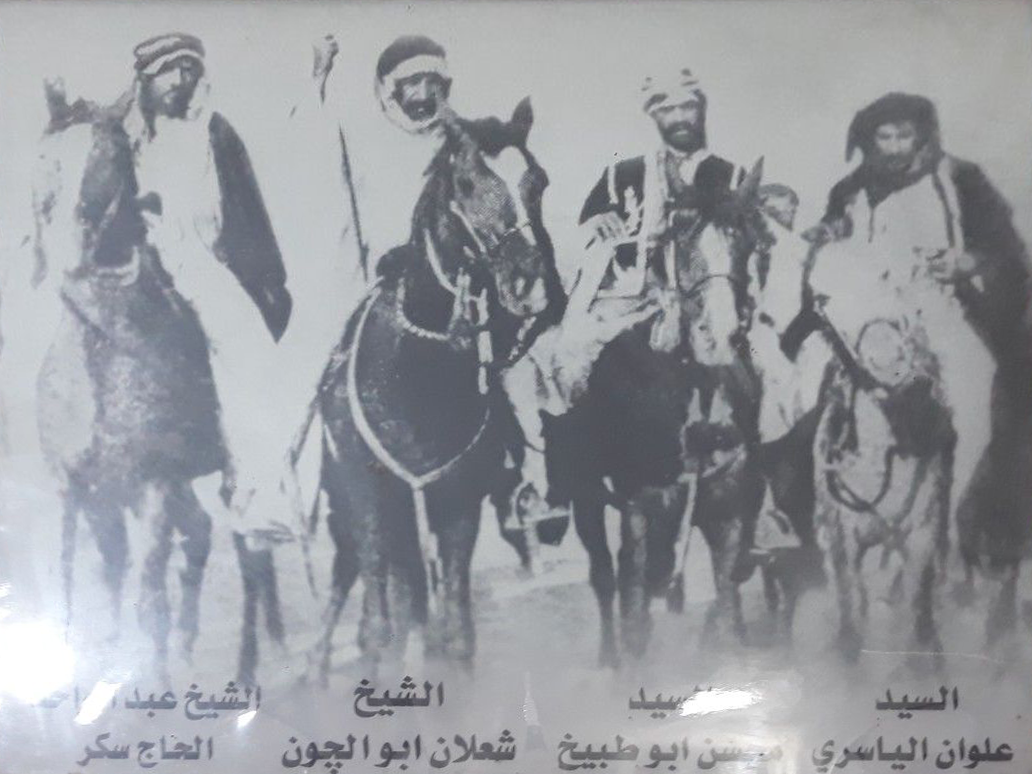
صورة تجمع بين السيد علوان الياسري ، والسيد محسن أبو طبيخ ، والشيخ شعلان أبو الجون ، والشيخ عبد الواحد الحاج سكر.